# Grangues
Grangues és un municipi francès situat al departament de Calvados i a la regió de Normandia. L'any 2007 tenia 226 habitants.

## Demografia

### Població
El 2007 la població de fet de Grangues era de 226 persones. Hi havia 84 famílies de les quals 18 eren unipersonals (7 homes vivint sols i 11 dones vivint soles), 33 parelles sense fills i 33 parelles amb fills.
La població ha evolucionat segons el següent gràfic:
Habitants censats

### Habitatges
El 2007 hi havia 153 habitatges, 87 eren l'habitatge principal de la família, 52 eren segones residències i 14 estaven desocupats. 149 eren cases i 3 eren apartaments. Dels 87 habitatges principals, 73 estaven ocupats pels seus propietaris, 8 estaven llogats i ocupats pels llogaters i 6 estaven cedits a títol gratuït; 1 tenia dues cambres, 7 en tenien tres, 22 en tenien quatre i 57 en tenien cinc o més. 82 habitatges disposaven pel capbaix d'una plaça de pàrquing. A 30 habitatges hi havia un automòbil i a 52 n'hi havia dos o més.

### Piràmide de població
La piràmide de població per edats i sexe el 2009 era:
| Homes | Edats   | Dones |
| ----- | ------- | ----- |
| 0     | 95 o +  | 0     |
| 4     | 90 a 94 | 0     |
| 4     | 85 a 89 | 0     |
| 0     | 80 a 84 | 0     |
| 12    | 75 a 79 | 0     |
| 0     | 70 a 74 | 12    |
| 0     | 65 a 69 | 4     |
| 0     | 60 a 64 | 4     |
| 8     | 55 a 59 | 0     |
| 12    | 50 a 54 | 16    |
| 12    | 45 a 49 | 12    |
| 8     | 40 a 44 | 4     |
| 4     | 35 a 39 | 4     |
| 4     | 30 a 34 | 16    |
| 8     | 25 a 29 | 4     |
| 20    | 20 a 24 | 4     |
| 4     | 15 a 19 | 8     |
| 8     | 10 a 14 | 8     |
| 8     | 5 a 9   | 8     |
| 0     | 0 a 4   | 8     |

## Economia
El 2007 la població en edat de treballar era de 155 persones, 106 eren actives i 49 eren inactives. De les 106 persones actives 99 estaven ocupades (52 homes i 47 dones) i 7 estaven aturades (6 homes i 1 dona). De les 49 persones inactives 21 estaven jubilades, 12 estaven estudiant i 16 estaven classificades com a «altres inactius».

### Ingressos
El 2009 a Grangues hi havia 93 unitats fiscals que integraven 248,5 persones, la mediana anual d'ingressos fiscals per persona era de 18.824 €.

### Activitats econòmiques
Dels 14 establiments que hi havia el 2007, 1 era d'una empresa de fabricació d'altres productes industrials, 3 d'empreses de construcció, 4 d'empreses de comerç i reparació d'automòbils, 1 d'una empresa de transport, 2 d'empreses immobiliàries i 3 d'empreses de serveis.
Dels 3 establiments de servei als particulars que hi havia el 2009, 1 era un taller de reparació d'automòbils i de material agrícola, 1 guixaire pintor i 1 electricista.
L'any 2000 a Grangues hi havia 9 explotacions agrícoles que ocupaven un total de 264 hectàrees.

## Poblacions més properes
El següent diagrama mostra les poblacions més properes.